# Monsun
Monsunom (od mausim, arap. godišnje doba) se naziva strujanje zraka u donjim dijelovima troposfere na vrlo velikim područjima u tropima i suptropima. Osnovno obilježje monsuna su monsunski vjetrovi vrlo stabilnog smjera koji se mijenja dva puta godišnje.
Monsunski vjetrovi, a time i monsun, kao takvi posljedica su uglavnom kretanja zenita sunca između obratnica pa otuda i različitog zagrijavanja, odnosno hlađenja pojedinih dijelova zemljine površine kao i skretanja smjera vjetrova zbog djelovanja Coriolisove sile.
Najsnažnije izraženo monsunsko područje, a istovremeno od tuda potječe i naziv, je područje Indijskog oceana. Tu je i ishodište indijskog, ali i sjevernoaustralskog i istočnoafričkog monsuna.
Monsun ima vrlo veliki utjecaj na klimu u područjima koja zahvaća, pa se klima na tim područjima naziva monsunska klima. To je posljedica vrlo velike vlage koju sa sobom donose monsunski vjetrovi. Područja imaju vrlo vlažna ljeta s puno monsunskih kiša pa s tim u vezi na tim područjima rastu monsunske šume kao zaseban tip šuma. Iz tog vrlo snažnog utjecaja na prirodu izvedeno je i ogromno značenje monsuna za gospodarstvo i kulturu tih područja, što posebno obilježava indijski monsun.

## Etimologija
Arapski pomorci su riječju "mausim" (što znači godišnje doba) nazvali fenomen jedne vrste vjetra u Arapskom moru koji mijenja smjer usporedo s godišnjim dobom. U osnovi, pojam monsun i danas označava promjenu smjera vjetra između godišnjih doba, iako se u novije vrijeme s razumijevanjem uzroka vjetra mijenja i značenje pojma. Značenje pojma se od oznake za fenomen vjetra godišnjeg doba proširilo do ukupnosti uzroka, dinamike i djelovanja koji uzrokuju fenomen. Radi boljeg razumijevanja pojma danas se koriste izrazi monsunski sustav ili monsunska cirkulacija. U svakom slučaju, monsun je značajan klimatski faktor. 